# Picotamida

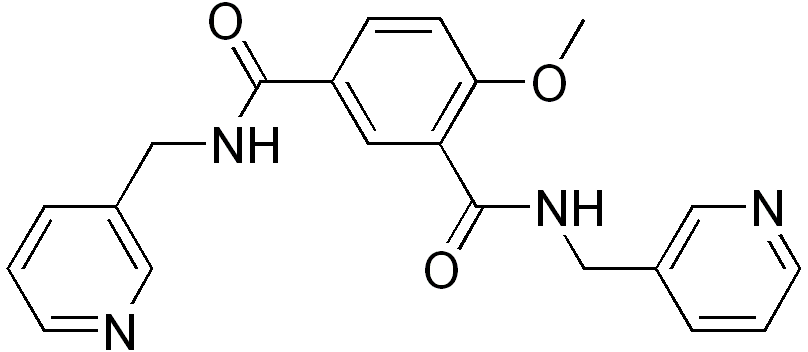
Esquema de Picotamida

Picotamida é um fármaco que age como inibidor da agregação plaquetária. Ele funciona inibindo a enzima tromboxano-A sintase e modificando a resposta celular à ativação do receptor de tromboxano.